# Redline
Pour le film de 2007, voir Redline (film, 2007).
Autre
Redline (レッドライン) est un film d'animation japonais réalisé par Takeshi Koike et produit par le studio Madhouse, sorti au Japon le 9 octobre 2010. Dans les pays francophones, le film est édité en DVD et Blu-ray par Kazé et est également disponible dans un coffret Blu-ray Katsuhito Ishii (le scénariste du film) chez Spectrum Films.

## Synopsis
Dans un futur lointain, "Sweet JP" et d'autres coureurs automobiles s'affrontent pour gagner la course clandestine qui se déroule une fois tous les 5 ans quelque part dans l'univers : Redline. Dans cette course, tout est permis et les véhicules sont tous modifiés pour anéantir les adversaires et dépasser les limites de la vitesse.

## Doublage
| Personnages                    | Voix japonaises     | Voix françaises     |
| ------------------------------ | ------------------- | ------------------- |
| Pilotes de la Redline          |                     |                     |
| JP                             | Takuya Kimura       | Antoine Nouel       |
| Sonoshee McLaren               | Yû Aoi              | Isabelle Volpe      |
| Machine Head Testujin          | Kōji Ishii          | Thierry Mercier     |
| Anister "Trava" Travastila     | Kanji Tsuda         | Benjamin Pascal     |
| Shinkai                        | Yoshiyuki Morishita | Eric Peter          |
| Miki                           | Shinichiro Miki     |                     |
| Todoroki                       | Ikki Todoroki       | Benjamin Pascal     |
| Boiboi                         | Akane Sakai         |                     |
| Bosbos                         | AKEMI               |                     |
| Lynchman                       | Tatsuya Gashuin     |                     |
| Johnny Boya                    | Yoshinori Okada     | Benjamin Pascal     |
| Hamesh Frini "Gori-Rider"      | Daisuke Gouri       |                     |
| Équipe de JP                   |                     |                     |
| Frisbee                        | Tadanobu Asano      | Bruno Magne         |
| Vieil Homme                    | Takeshi Aono        |                     |
| Mafia                          |                     |                     |
| Boss Inuki                     | Chō                 | Gilbert Levy        |
| RoboWorld                      |                     |                     |
| Président                      | Kousei Hirota       | Marc Bretonnière    |
| Secrétaire de la Défense Titan | Kenyû Horiuchi      | Benjamin Pascal     |
| Colonel Volton                 | Unshō Ishizuka      | Stéphane Roux-Weiss |
| Petit Deyzuna                  | Kenta Miyake        |                     |

## Récompenses
- Mention spéciale du jury pour le prix international longs métrages aux Utopiales 2010.
- Prix Syfy du public catégorie longs métrages aux Utopiales 2010.